# St. Antonius (Geeste)

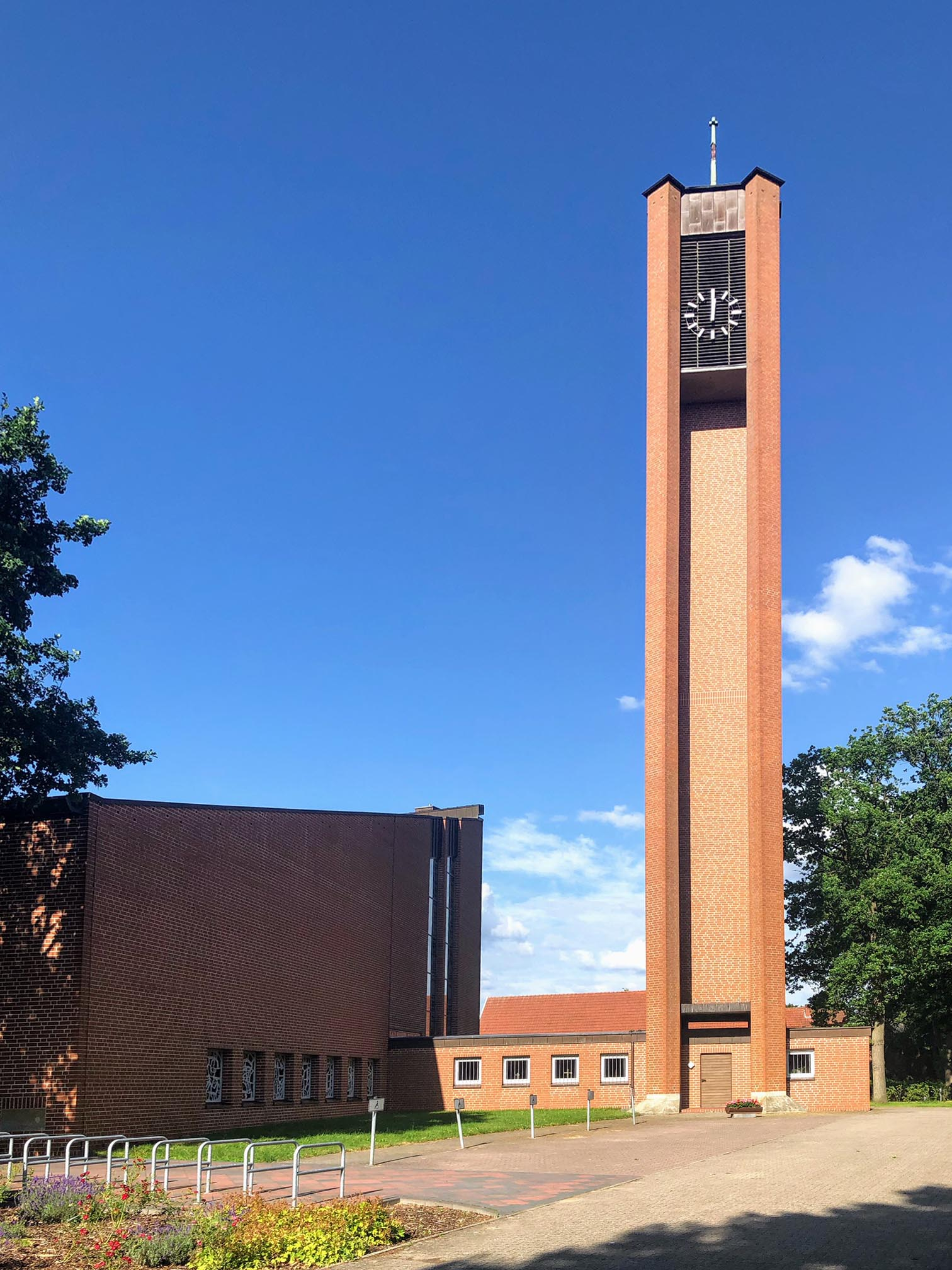
St. Antonius (Geeste)

St. Antonius ist eine römisch-katholische Kirche in Geeste, einer zwischen Meppen und Lingen gelegenen Gemeinde im Landkreis Emsland in Niedersachsen.
Die Kirche gehört zum Dekanat Emsland-Mitte des Bistums Osnabrück und ist Teil der Katholischen Pfarreiengemeinschaft Geeste. Zu dieser Pfarreiengemeinschaft gehören neben St. Antonius Geeste: im Südwesten Christus König Dalum, im Nordwesten St. Nikolaus Groß Hesepe und im Osten St. Isidor Osterbrock.

## Geschichte
Von 1842 bis 1966 stand am Ortsausgang in Richtung Dalum eine Kirche, die auf dem Satteldach einen Dachreiter mit einer Glocke hatte. Sie bot etwa 180 Gläubigen Platz.
Wann Geeste die erste Kapelle erhielt, ist nicht bekannt. Urkundlich erwähnt wird eine Kapelle 1651. 1727 brannte sie ab und wurde wieder aufgebaut.
Die jetzige Pfarrkirche in der Ortsmitte Richtung Osterbrock wurde in den Jahren 1963 bis 1966 nach Plänen der Architekten Theo Burlage und Bernhard Niebuer gebaut. In den Jahren 2002 bis 2003 wurde die Kirche umfangreich renoviert und saniert.

## Gebäude und Ausstattung
Die Backsteinkirche hat die Form eines abgestumpften Kreissegments mit einer hohen Altarwand. Der quadratische, hoch aufragende Turm steht südlich der Kirche und ist über die Sakristei mit dem Kirchenraum verbunden.
Die Fenster sind mit biblischen Motiven verziert. Dem Altar, Ambo und Tabernakel ist links eine Muttergottes mit Jesuskind zugeordnet. Das Altarbild des Ohrbecker Künstlers Rudolf Krüger besteht aus einem großflächigen Bronzegitter. Man erkennt u. a. Jesus als Aufgeweckten, umgeben von dem Baum des Lebens, dem himmlischen Jerusalem, der Sonne und dem Mond. Rechts in dem Altarbereich befinden sich zwei Fenster mit jeweils zwei Bibelmotiven: Geburt Jesu und Abendmahl, Auferweckung Jesu und Christi Himmelfahrt. Im Kirchenraum links befinden sich vier hohe Fenster. Sie stellen jeweils ebenfalls zwei Motive aus der Bibel dar: Sündenfall und Auszug aus Ägypten, Mose empfängt die zehn Gebote und die Bergpredigt, Jesus segnet die Kinder und die Hochzeit zu Kana und beim vierten Fenster Jesu Gang auf dem Wasser und die wundersame Brotvermehrung. An der Südseite der Kirche sind sieben kleinere bunte Betonglasfenster in die Kirchenwand eingelassen: zwei Evangelistenfenster Löwe und Adler als Zeichen für Markus und Johannes, gefolgt von der Gestalt der Synagoge, in der Mitte Christus, rechts daneben die Gestalt der Ecclesia, anschließend zwei Evangelistenfenster Stier und geflügelter Mensch als Zeichen für Lukas und Matthäus. Die Betonglasfenster stammen wie das Altarbild von Rudolf Krüger. Konzept und Malerei der anderen Fenster lagen beim Maler, Grafiker und Glasmaler Bodo Schramm aus Köln. Ausgeführt wurden die Arbeiten von der KG Hein Derix aus Kevelaer in den Jahren 2002 bis 2003. Hinten links ist neben dem Taufraum an der Innenwand der Beichtraum untergebracht. An der westlichen Nordwand hängt ein lebensgroßes hölzernes Kruzifix. Rechts daneben hängt ein Marienbild. Der Kreuzweg ist an der Südwand im hinteren Bereich angebracht. Auf der Empore befindet sich die Orgel.
Die Bankreihen bilden in der Mitte einen großen Gang. Sie sind so angeordnet, dass der Blick auf den Altarraum gerichtet ist.